# Täschhorn
Il Täschhorn (4.491 m s.l.m.) è una montagna situata nel Canton Vallese della Svizzera nel gruppo delle Alpi Pennine (massiccio del Mischabel) molto vicino al più alto Dom (4.545 m). La sua notevole altezza la colloca ai primi posti dell'intera catena delle Alpi.

## Caratteristiche

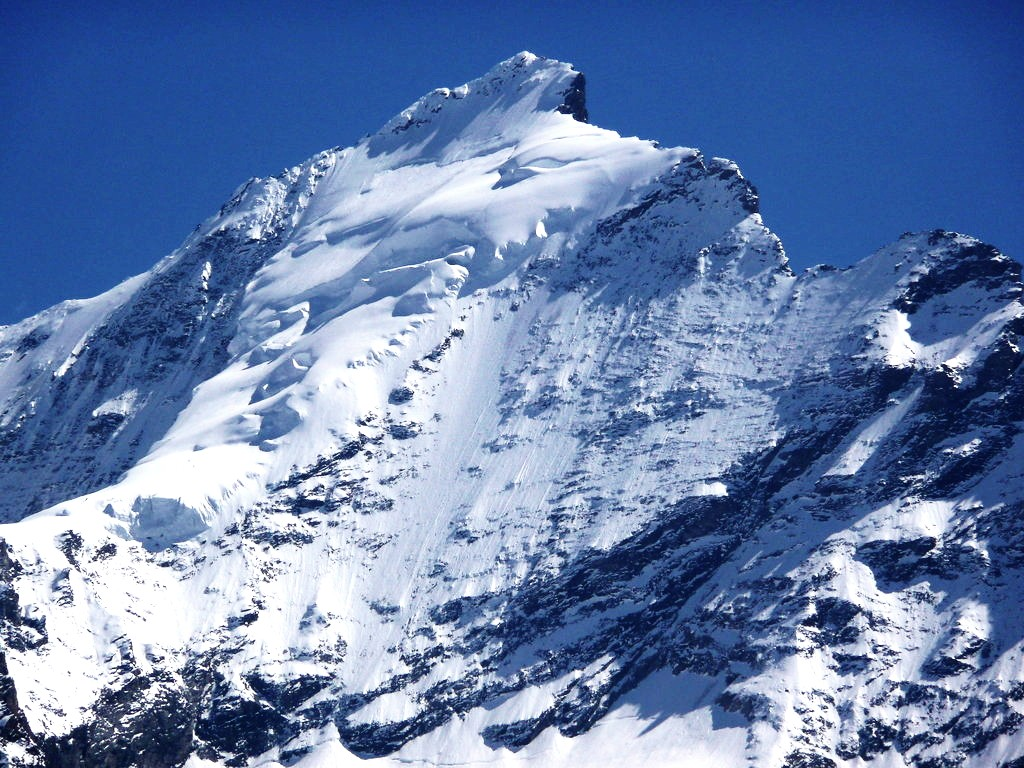
Versante occidentale della montagna.

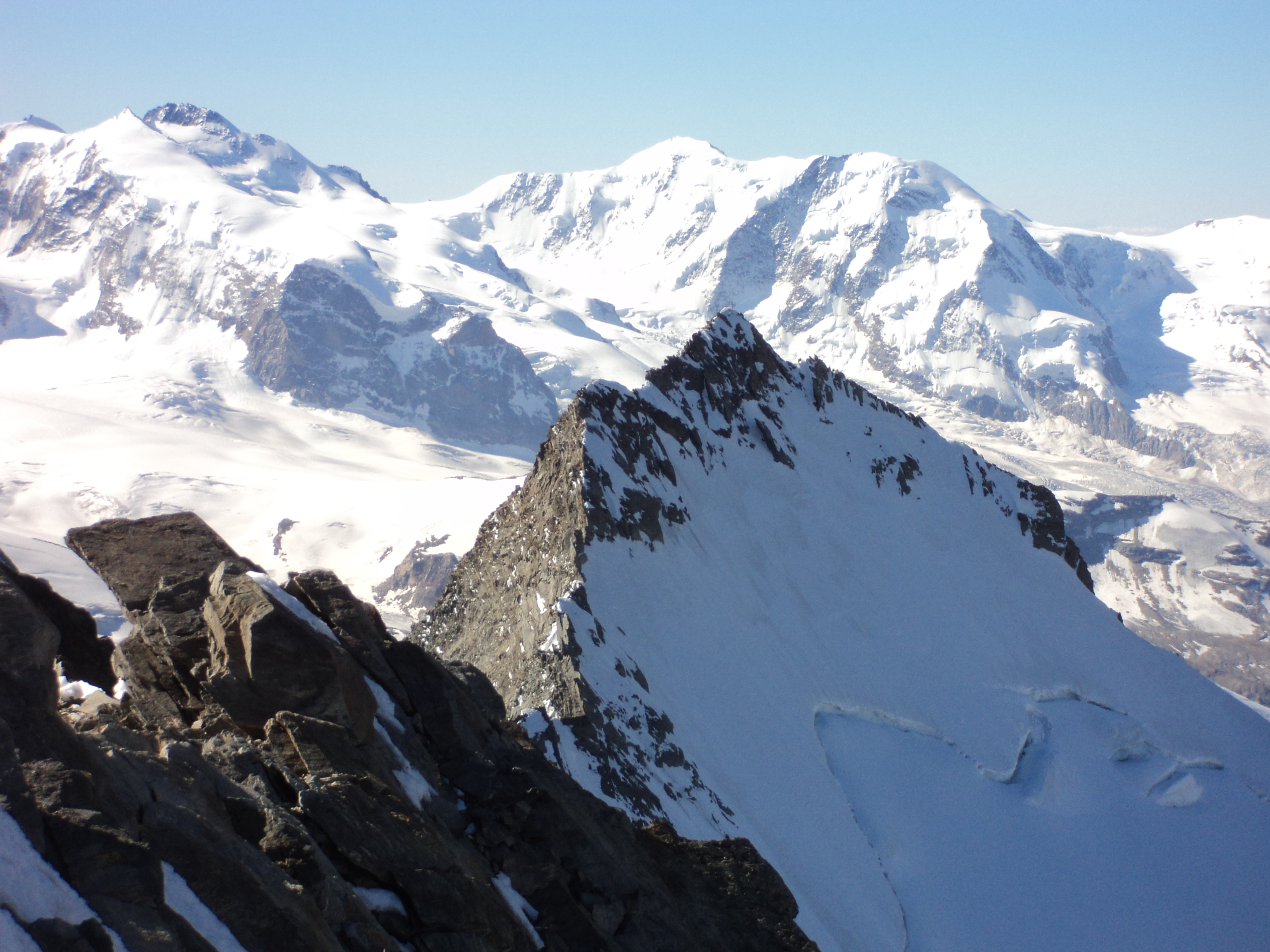
La montagna vista dalla vetta del vicino Dom. Sullo sfondo il monte Rosa.

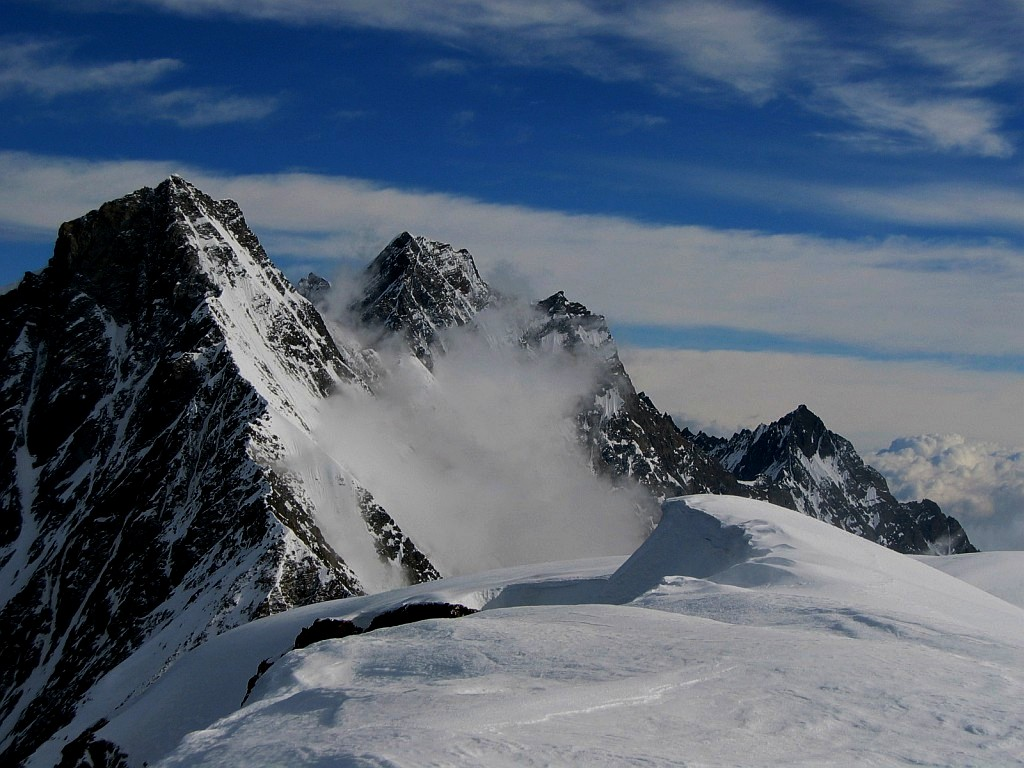
La montagna vista dalla vetta dell'Alphubel. In primo piano la cresta sud-est; dietro il Dom.

È la seconda vetta più alta del massiccio del Mischabel ed è uno dei 4000 delle Alpi tra i più impegnativi per altezza, difficoltà tecniche e pericoli oggettivi.
Si presenta come una piramide con tre creste e tre facce. La cresta nord lo collega con il Dom; quella che scende verso sud-est passa per il Mischabeljoch (3.847 m) e risale all'Alphubel; infine la cresta ovest-sud-ovest viene detta Teufelsgrat, toponimo che significa cresta del diavolo. Il versante occidentale guarda verso Saas-Fee; quello ovest-nord-ovest è ricoperto dal Kingletscher; infine il versante sud-ovest scende verso Täsch.
Prende il nome da Täsch, comune svizzero che si trova ai suoi piedi.

## Prime ascensioni
La prima salita della montagna fu compiuta da John Llewelyn-Davies e J. W. Hayward con le guide Stefan e Johann Zumtaugwald e Peter-Josef Summermatter il 30 luglio 1862.
Nel 1876 fu vinta la cresta sud-est da James Jackson con Ulrich Almer.
Il 16 luglio 1887 fu salita la cresta ovest-sud-ovest (Teufelsgrat) da Albert Frederick Mummery e Mary Petherick Mummery con Alexander Burgener e Franz Andermatten.
Nel 1906 fu percorsa la faccia sud-ovest da V.J.E. Ryan con le guide Josef Lochmatter e Franz Lochmatter e Geoffrey Winthrop Young con la guida Josef Knubel.
Al 1920 è datata la prima ascensione invernale con gli sci di Marcel Kurz.

## Salita alla vetta
Per salire alla vetta si possono utilizzare vari itinerari.
Un primo itinerario avviene attraverso la cresta sud-est ed utilizzando il Mischabeljochbiwak (3.851 m). Il bivacco può essere raggiunto da Täsch (versante della Mattertal) attraverso un lungo percorso oppure da Saas-Fee (versante della Saastal) con un percorso più breve ma dovendo scavalcare l'Alphubel. Dal bivacco la salita si svolge lungo la cresta sud-est della montagna. Questo itinerario è classificato AD.
Un secondo itinerario, con partenza dalla Domhütte, risale il versante nord-ovest. Questo itinerario è classificato PD+ ed è considerato come via normale.
La salita della cresta ovest-sud-ovest (Teufelsgrat) è classificata D+. È possibile effettuarla partendo dalla Täschhütte.
Di particolare interesse alpinistico è la traversata del Täschhorn e del Dom. La traversata può essere fatta sia in un verso che nell'altro. Essa è classificata D.

## Bivacchi e rifugi
I bivacchi e rifugi che contornano la montagna e possono servire per le varie salite alpinistiche sono:
- Mischabeljochbiwak - 3.860 m
- Domhütte - 2.940 m
- Täschhütte - 2.701 m
- Kinhütte - 2.584 m